# ARA Granville (M-4)
El ARA Granville (M-4) fue un rastreador de la clase Bouchard de la Armada Argentina construido en la segunda mitad de la década de 1930 en la Base Naval Río Santiago, provincia de Buenos Aires.

## Construcción y características
Entró en servicio el 29 de septiembre de 1937. Tenía una eslora de 59 m, una manga de 7,3 m y un calado de 2,27 m, con un desplazamiento de 520 t a plena carga. Dos motores diésel lo impulsaban a 16 nudos. Sus armas eran dos cañones de 100 mm, otros dos de 40 mm y dos ametralladoras.
En septiembre de 1955, participó de los hechos del golpe de Estado autodenominado «Revolución Libertadora».
Causó baja el 19 de noviembre de 1967.